# Альфонс Мумм фон Шварценштейн
Філіпп Альфонс Мумм фон Шварценштейн (нім. Philipp Alfons Freiherr Mumm von Schwarzenstein; 19 березня 1859 — 10 липня 1924) — німецький політичний і державний діяч, дипломат.

## Біографія
Альфонс фон Мумм Народився 19 березня 1859 року у Франкфурт-на-Майні. Вивчав юриспруденцію в Лейпцигі та Берліні. Захистив Докторську десиртацію.
З 1885 — на німецькій дипломатичній службі в Лондоні, згодом в Парижі.
З 1888 — на німецькій дипломатичній службі у Вашингтоні, США.
З 1892 по 1893 на німецькій дипломатичній службі в Бухаресті, Румунське королівство.
З 1893 по 1894 на німецькій дипломатичній службі у Ватикані.
З 1894 по 1898 — політичний радник в Берліні.
З 1898 по 1899 — посол Німеччини в Люксембурзі.
З 1899 по 1900 — посол надзвичайної місії Німеччини у Вашингтоні, США.
З 1900 по 1905 — посол Німеччини в Пекіні, Китай.
З 1909 по 1911 — посол Німеччини в Токіо, Японська імперія.
З 1911 по 1914 — вибув з дипломатичної служби.
З 1914 по 1916 — працював в прес-службі, керівником служби пропаганди.
З 1917 по 1918 — посол Німецької імперії в Українській Державі.
У 1918 — подав у відставку, проживав у своєму родовому маєтку
10 липня 1924 — помер в Портофіно, Лігурія.

## Праці
- Щоденник з фотографіями (1902)
- Військова лірика (1914—1918)